# Шванвич Борис Миколайович
Шва́нвич Бори́с Микола́йович (*26 листопада 1889, Полтава — † 5 грудня 1957, Ленінград) — радянський російський ентомолог, спеціаліст з загальної ентомології, анатомії комах, екології комах–запилювачів. Професор, доктор біологічних наук. Автор найґрунтовнішого російськомовного підручника з ентомології. Віце-президент Всесоюзного ентомологічного товариства.

## Біографія
Б. М. Шванвич народився 26 листопада 1889 року в сім'ї, родоначальником якої в Росії став збіднілий німецький дворянин Мартін Шванвіц.
Батько майбутнього зоолога навчався у консерваторії у  М. А. Римського-Корсакова і усе життя викладав музику, в тому числі — коли сім'я жила у Полтаві. Згодом вони переїхали до Нижнього Новгороду. Тут Борис закінчив місцеву класичну гімназію — зі срібною медаллю і пушкінською премією за твір з російської мови (1908). Навчаючись, він збирав колекції комах, цікавився ентомологією і поступив на природниче відділення фізико-математичного факультету Петербурзького університету. Фото Бориса Шванвича у студентські роки наведене вище. Він закінчив навчання з дипломом I ступеню (1913).
Після закінчення університету молодий зоолог працював два роки лаборантом на Мурманській біологічній станції (1913—1914), вивчаючи молюсків. У 1915 році його залишили при кафедрі зоології безхребетних університету для підготовки до професорського звання. Згодом (1919) його перевели на посаду асистента. Склавши магістерські екзамени (1922), Шванвич того ж року захистив дисертацію і одержав вчений ступінь магістра зоології (PhD).
З 1919 року і до кінця життя Шванвич стає ентомологом. У 1925 році він виїжджає до Західної Європи у наукове відрядження. Працюючи у природничих музеях (Лондон, Париж та ін.), він виконує серію з 12 робіт щодо забарвлення комах. Вона була відзначена стипендією Міжнародного рокфеллеровського
фонду.
Повернувшись додому, Б. Шванвич стає приват-доцентом Ленінградського університету (1927). Наступного року його обрали професором Пермського університету. Вчений організував у ньому кафедру зоології безхребетних із лабораторією ентомології у її складі. Невдовзі (1931) вченого обрали завідувачем кафедри Ленінградського університету. Він обіймав цю посаду протягом понад 20 років (крім періоду, коли кафедра була ліквідована).
В 1935 році Б. М. Шванвичу без захисту дисертації надали вчений ступінь доктора біологічних наук і звання професора.
Під час війни він до березня 1942 року лишався у заблокованому Ленінграді. В місті небезпідставно побоювалися виникнення епідемій. З огляду на це Б. Шванвич досліджує біологію та заходи боротьби із хатньою мухою — переносником небезпечних хвороб.
З січня до березня 1942 року від голоду померли його донька і дружина. Вчений лишився один з сином-підлітком. Їх удвох, хворих на дистрофію, евакуювали до Саратова. До 1944 року Б. Щванвич очолював кафедру зоології безхребетних Саратовського університету. Тут він із місцевими колегами вели дослідження із харчового використання річкових молюсків.
У 1956 році негаразди із здоров'ям змусили вченого полишити університет і піти на пенсію. Але він продовжував активно працювати і опублікував 11 наукових робіт.
Борис Миколайович Шванвич помер 5 грудня 1957 року в Ленінграді.

## Сім'я[3]
- Батько — Микола Іванович Шванвич (1867, Москва — 1939, Бугуруслан)
- Дружина у першому шлюбі — Варвара Миколаївна, уроджена Веренінова (? — 1942, Ленінград)
- Дружина у другому шлюбі — Олена Костянтинівна, уроджена Абрамова (1901—1979)
- Донька Тетяна Борисівна Шванвич (1917—1942)[4]
- Син Олексій Борисович Шванвич (1927, Ленінград — 2003, Петербург) — військовий інженер, служив у підводному флоті, згодом став науковцем, кандидатом технічних наук.

## Наукова діяльність
Своє перше зоологічне відкриття Б. М. Шванвич зробив невдовзі після закінчення університету. Вивчаючи анатомію та розвиток молюсків на Баренцовому морі, він першим описав у молюсків карликового самця. На ці його праці досі посилаються вчені–малакологи.
Ентомологічні дослідження Б. М. Шванвич розвивалися у трьох основних напрямах: виникнення, еволюція і біологічне значення рисунку і забарвлення комах (головним чином — метеликів, систематика комах, екологія комах–запилювачів. Він є автором 113 оригінальних публікацій і 40 наукових рефератов у «Реферативному журналі».
Темою десятків статей Б. Шванвича стало забарвлення і малюнок крил метеликів. Вперше результати цього дослідження він доповів на I з'їзді зоологів СРСР (1923). Згодом вчений виявив основні компоненти візерунку й забарвлення і встановив закономірності, за якими вони змінювалися в ході еволюції. Він продемонстрував захисну дію цих змін, обґрунтував принцип стереморфізму — своєрідний оптичний ефект, внаслідок якого пласке зображення здається об'ємним. Ці дослідження стали класикою світової ентомології. Під час війни він працював над темою «Принципи маскувального забарвлення в природі і їх значення у військовій справі». Це, ймовірно, стало основою легенди, що поширена в Інтернеті (дивись "Цікаві факти).

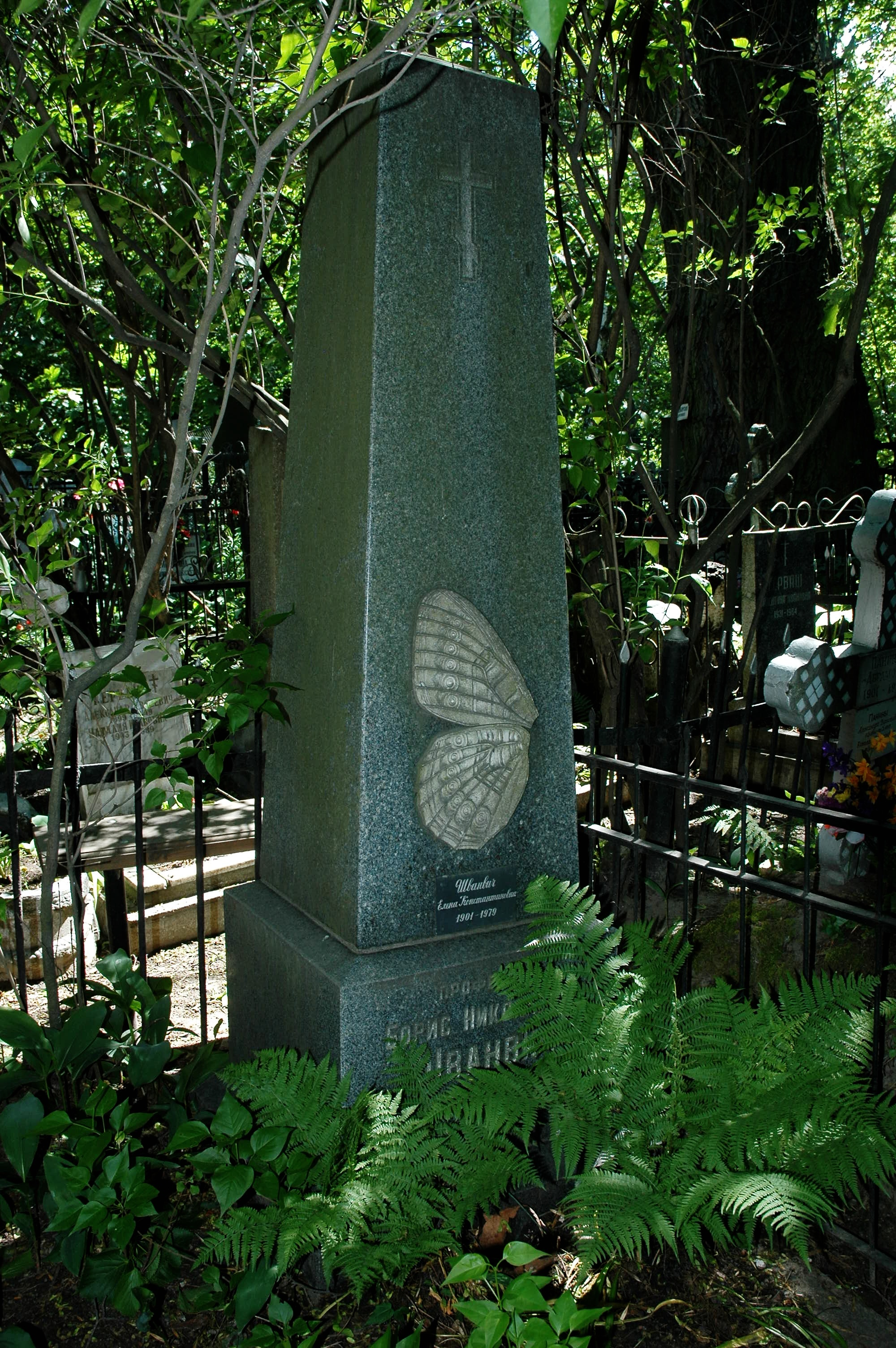
На Великоохтинському цвинтарі (Петербург) на могилі Б. М. Шванвича встановлено обеліск із символом основного наукового доробку вченого — накладним схематичним зображенням двох крил денного метелика. 2008 рік

У 1943—1948 роках Б. Шванвич працював у галузі систематики комах. Він розробив оригінальну класифікацію цього класу, що ґрунтується на особливостях м'язової системи різних груп.
У 1937 році під його керівництвом досліджувалися можливості акліматизації в СРСР айлантового і дубового шовкопрядів.
Наприкінці 1920-х років Борис Миколайович зацікавився біологією медоносної бджоли та інших комах-запилювачів. Він детально проаналізував їх взаємини із квітковими рослинами. Згодом, у 1950-ї роки він дослідив запилювачів конюшини, бобових.
Працюючи в Ленінграді, Б. М. Шванвич брав участь у низці експедицій. Зокрема, у 1921 році — по Баренцевому морю, то була перша подорож вздовж «Кольського меридіану» — маршруту, який став стандартним у багаторічних моніторингових спостереженнях океанографів. Б. Шванвич збирав наукові матеріали на Алтаї, Кавказі, у Алайській долини і Фергані.

## Організаційна і педагогічна діяльність
До і після війни Борис Миколайович, крім Ленінградського університету, за сумісництвом очолював кафедри в педагогічному, медичних і сільськогосподарських вишів. Працював він також в Зоологічному інституті Академії наук СРСР ті інших наукових установах. Декілька років він завідував зоологічним кабінетом і лабораторією на Павловській екскурсійній біологічній станції в околицях Ленінграда. На станції він читав лекції, проводив екскурсії для вчителів біології. Взагалі він постійно виступав із лекціями для школярів, учителів, лікарів, військовослужбовців та інших.
За чверть століття педагогічної праці Б. М. Шванвич зробив вагомий внесок у підготовку величезної кількості ентомологів і зоологів. Досвід і величезна ерудиція допомогли йому підготувати капітальний університетський підручник — «Курс общей энтомологии» (1949). Видання стало довідником і настільною книгою ентомологів СРСР. Воно відзначене першою премією Ленінградського університету, перекладене на польську і китайську мови.
Б. М. Шванвич вмів розповідати і писати цікаво й доступно. Неабиякою популярністю користувалася його книга «Насекомые и цветы…» (1926), передмову до якої написав видатний біолог — академік І. П. Павлов.
Б. М. Шванвич очолював Пермське (1929—1930) і Ленінградське товариства природничників, обіймав пост віце–президента Всесоюзного ентомологічного товариства (1950—1957).
Різнопланова наукова, педагогічна й громадська діяльність вченого відзначена орденом Леніна і двома медалями.

## Основні праці
- О Мурмане и Мурманской биологической станции // «Естествознание и география», № 6 /стр. 13-26/, 7-8 /стр. 8-35/. 1915. http://www.littorina.narod.ru/Aleksandrovsk/pervoist/07.010.html [Архівовано 25 грудня 2017 у Wayback Machine.]
- Наблюдения над самкой и рудиментарным самцом Entocolax ludwigi Voight. // Зоологический вестник, 1917, т. 2, вып. 1–2, с. 1–147.
- Насекомые и цветы в их взаимоотношениях. Новые данные по физиологии поведения пчёл и других насекомых. — М.-Л.: Гос. изд-во, 1926. — 116 с.
- Stereomorphism in cryptic coloration of Lepidoptera // Nature, 1943, v. 52 № 3861.
- Курс общей энтомологии: Введение в изучение строения и функций тела насекомых (Учебник для гос. университетов). — М.—Л.: Советская наука, 1949. — 900 с.
- Введение в энтомологию (Учебное пособие для вузов). — Л.: Изд-во Ленинградского университета, 1959. — 342 с.
- Пчела и пчеловодство (Пособие для пчеловодов колхозных и совхозных пасек). Саратов: Саратовское областное изд-во, 1945. 152 с [У співавторстві з С. Н. Лопатніковим і Л. З. Захаровим; у 1945—1964 роках видавалася п'ять разів]

## Цікаві факти
- Б. М. Шванвич працював на кафедрі ентомології Ленінградського університету тоді, коли нею завідував професор М. М. Римський-Корсаков, син того самого композитора, який навчав музиці його батька[7].
- Б. М. Шванвич знався на музиці, грав на скрипці, чудово малював. Чимало його статей ілюстровано його ж власноручними малюнками і репродукціями об'ємних скульптурних моделей.
- Інтернетом «гуляє» легенда про те, як в роки війни Б. М. Шванвич за дорученням Сталіна допоміг розробити ефективне камуфляжне забарвлення для радянських танків, за що й відзначений орденом Леніна. Легенда оздоблена яскравими деталями (наприклад:[8]). Ймовірно, вона склалася на основі якихось реальних фактів (дивись розділ «Наукова діяльність»)
- Висловлювалося припущення про участь Б. М. Шванвича у розробці маскування будівель Ленинграду від авіанальотів[9]). Але жодної достовірної інформації на користь цього немає.
- Про дослідження Б. М. Шванвича, які під час війни захистили місто, написана «Баллада об энтомологе» ленінградського поета Іллі Фонякова[10]